# Лехитски језици
Лехитски језици су група западнословенских језика, током историје распрострањена у Пољској и источним деловима Немачке (Бранденбург, Мекленбург, Померанија). Само три језика из ове групе се данас сматрају живима: пољски, кашупски и шлески, и говоре се највећим делом на територији Пољске. Говорници ових језика називају се Лехитима.

## Карактеристике лехитских језика
- прелазак прасловенских гласова ě, e, ę испред алвеоларних сугласника у
- замена прасловенских гласова  са
- непостојање преласка  →
- очуваност назалних самогласника

## Подела лехитских језика
- кашупски језик
- полапски језик (изумро у 18. веку)
- пољски језик
- стари поморански језик (изумро)
- словиначки језик (изумро у 20. веку)
- шлески језик